# Galvanska korozija
Elektrohemijska korozija ili galvanska korozija je vrsta korozije koja se dešava u elektrolitima. Elektrohemijsku koroziju uzrokuje djelovanje korozijskih galvanskih članaka nastalih na površini metala izloženoj elektrolitu. Neplemenitiji dijelovi površine pritom su anode, na kojima se metal troši jonizacijom, otapanjem u elektrolitu uz istovremeno oslobađanje viška elektrona (elektrolitska disocijacija), koji kroz metal putuju prema plemenitijim dijelovima površine, katodama, gdje se vežu s oksidansima (takozvanim depolarizatorima) iz okoline (elektrohemijska redukcija). U vodenim elektrolitima najčešći su oksidansi otopljeni kiseonik i vodonikovi katjoni. Na te primarne reakcije na elektrodama korozijskog članka obično se nadovezuju sekundarne reakcije, koje često daju čvrste produkte, među kojima je najpoznatija rđa, smjesa hidratiranih gvožđevih oksida. Neki čvrsti produkti (na primjer patina na bakru i njegovim slitinama), za razliku od rđe, koče koroziju.